# کوپچانه
کوپچانه (به لهستانی:  Kopczany) یک روستا در لهستان است که در گمینا لیپسک واقع شده‌است.